# Гідроксид заліза(II)
Гідрокси́д залі́за(II) — неорганічна речовина з формулою Fe(OH)2, сполука заліза. Амфотерний гідроксид із переважанням основних властивостей. Кристалічна речовина білого (іноді із зеленуватим відтінком) кольору, на повітрі згодом темніє. Одна з проміжних сполук при іржавленні заліза.

## Знаходження у природі
Гідроксид заліза(II) зустрічається в природі у вигляді мінералу амакініту, який містить домішки магнію та марганцю (емпірична формула Fe0,7Mg0,2Mn0,1(OH)2). Колір мінералу жовто-зелений або світло-зелений, твердість за Моосом 3,5-4, густина 2,925-2,98 г/см3.

## Фізичні властивості
Чистий гідроксид заліза(II) — кристалічна речовина білого кольору на фото — коричневий колір. Іноді має зелений відтінок через домішки гідроксиду заліза(III). Згодом на повітрі темніє внаслідок окиснення. Нерозчинний у воді (розчинність 5,8 × 10−6 моль/л). При нагріванні розкладається. Має тригональну сингонію кристалічної ґратки.

## Хімічні властивості
Гідроксид заліза(II) вступає в такі реакції.
Виявляє властивості основи — легко вступає в реакції нейтралізації з розведеними кислотами, наприклад, із хлоридною (утворюється розчин хлориду заліза(II)):
{\displaystyle {\mathsf {Fe(OH)_{2}\ +\ 2HCl\ \longrightarrow \ FeCl_{2}\ +\ 2H_{2}O}}}
У жорсткіших умовах виявляє кислотні властивості, наприклад, із концентрованим (більше 50 %) гідроксидом натрію при кип'ятінні в атмосфері азоту утворює осад тетрагідроксоферату (II) натрію :
{\displaystyle {\mathsf {Fe(OH)_{2}\ +\ 2NaOH\ \longrightarrow \ Na_{2}[Fe(OH)_{4}]\downarrow }}}
Не реагує з гідратом аміаку. При нагріванні реагує з концентрованими розчинами солей амонію, наприклад, хлориду амонію:
{\displaystyle {\mathsf {Fe(OH)_{2}\ +\ 2NH_{4}Cl\ \longrightarrow \ FeCl_{2}\ +\ 2NH_{3}\uparrow \ +\ 2H_{2}O}}}
При нагріванні розкладається з утворенням оксиду заліза(II):
{\displaystyle {\mathsf {Fe(OH)_{2}\ {\xrightarrow {150-200\ ^{\circ }C}}\ FeO\ +\ H_{2}O}}}
У цій реакції як домішки утворюються металічне залізо і оксид заліза(III) — заліза(II) (Fe3O4).
У вигляді суспензії при кип'ятінні в присутності кисню повітря окиснюється до метагідроксиду заліза. При нагріванні з останнім утворює оксид заліза(III)-заліза(II):
{\displaystyle {\mathsf {4Fe(OH)_{2}\ +\ O_{2}\ \longrightarrow \ 4FeO(OH)\ +\ 2H_{2}O}}}
{\displaystyle {\mathsf {Fe(OH)_{2}\ +\ 2FeO(OH)\ {\xrightarrow {600-1000\ ^{\circ }C}}\ (Fe^{II}Fe_{2}^{III})O_{4}\ +\ 2H_{2}O}}}
Ці реакції також відбуваються (повільно) в процесі іржавлення заліза.

## Отримання
Гідроксид заліза(II) можна отримати у вигляді осаду в обмінних реакціях розчинів солей заліза(II) з лугом, наприклад:
{\displaystyle {\mathsf {FeSO_{4}\ +\ 2KOH\ \longrightarrow \ Fe(OH)_{2}\downarrow \ +\ K_{2}SO_{4}}}}
Утворення гідроксиду заліза(II) є однією зі стадій іржавлення заліза:
{\displaystyle {\mathsf {2Fe\ +\ 2H_{2}O\ +\ O_{2}\ \longrightarrow \ 2Fe(OH)_{2}}}}
Також гідроксид заліза(II) можна отримати електролізом розчину солей лужних металів (наприклад, хлориду натрію) при перемішуванні. Спочатку утворюється сіль заліза, яка при реакції з гідроксидом натрію, що утворився, дає гідроксид заліза. Щоб отримати двовалентний гідроксид, потрібно вести електроліз за великої густини струму. Реакція в загальному вигляді:
{\displaystyle {\mathsf {Fe\ +\ 2H_{2}O\ \longrightarrow \ Fe(OH)_{2}\downarrow \ +H_{2}}}}

## Застосування
Гідроксид заліза(II) знаходить застосування при виготовленні активної маси залізо-нікелевих акумуляторів.